# Комиссия по довольствию войск мясом
Комиссия по довольствию войск мясом или Комиссия мясная — организация созданная для заготовки и доставки мяса войскам петербургского гарнизона Русской императорской армии хозяйственным способом (без содействия подрядчиков). Мясная комиссия была образована в столице Российской империи городе Санкт-Петербурге 1 января 1893 года и просуществовала вплоть до октябрьского переворота 1917 года.  
Мясная комиссия была разделена на две части — заготовительную и наблюдательную. Председатель и члены назначались от войск: в наблюдательную — председатель на 1 год и члены на 4 месяца, заготовительную — председатель на 1 год и члены на 3 месяца.
В состав каждой Комиссии входили врачи медицинский и ветеринарный. Заготовительная Комиссия производила гуртовую закупку скота и руководила убоем и отпуском мяса в войска; наблюдательная следила за действиями заготовительной и поверяла её финансовую отчётность.